# Rana pirica
Rana pirica är en groddjursart som beskrevs av Matsui 1991. Rana pirica ingår i släktet Rana och familjen egentliga grodor. IUCN kategoriserar arten globalt som livskraftig. Inga underarter finns listade i Catalogue of Life.